# Варнаков, Михаил Павлович
Михаил Павлович Варнако́в (род. 25 июня 1957, Горький) — советский и российский хоккеист, выступавший на позиции нападающего, заслуженный мастер спорта СССР (1986). Тренер.

## Биография
Родился в семье работников ГАЗа. С 6 лет занимался в детской хоккейной секции ДЮСШ. Спортивную карьеру начал в клубе второй лиги «Полёт», через полтора года был переведён в «Торпедо». В «Торпедо» он начал играть в тройке с Мишиным и Кокуриным, после был призван в армию и играл за армейский клуб СКА МВО, затем был переведён в ЦСКА. В составе этой команды он стал чемпионом СССР.
Хотя его убеждали остаться в команде, обещая включить в состав сборной команды СССР, Варнаков предпочёл вернуться в «Торпедо». Там он вместе с Александром Скворцовым и Владимиром Ковиным вошёл в состав новой тройки. Звено Скворцов — Ковин — Варнаков стало одним из сильнейших в советском хоккее конца 70-х — начала 80-х и самой сильной тройкой в немосковских клубах. В 1979 году это звено в составе хоккейного клуба «Крылья Советов» выезжало на турнир в Канаду. Из 21 шайбы, забитой в матчах с канадцами, более половины (13) были на счету именно этой тройки. В том же году Варнаков в составе сборной СССР выезжал в Канаду на «Кубок Вызова». Варнакова часто приглашали в состав сборной команды СССР, но, как правило, на участие в товарищеских матчах и различных турнирах. Впервые он выступил на мировом первенстве в 1985 году, где сборная завоевала третье место. На чемпионате 1986 года Варнаков в составе команды становится чемпионом мира, а в 1987 году — серебряным призёром.
После окончания спортивной карьеры в «Торпедо» Варнаков выступал в австрийских и немецких клубах. С 1993 года на тренерской работе: был тренером и главным тренером нижегородского «Торпедо», тренером московского «Динамо», главным тренером хабаровского «Амура». С 2004 по 2005 года вновь работал главным тренером «Торпедо». С 2006 по 2008 — помощник Билялетдинова в казанском «Ак Барсе».
С 2009 по 2012 годы был главным тренером ХК «Саров». В 2010 работал также в тренерском штабе «Торпедо», но вернулся обратно.
С июня 2012 по июль 2014 был главным тренером молодёжной сборной России по хоккею с шайбой.
Сын Михаил Варнаков (род. 1985) — также хоккеист.

### Игровой номер
- В «Торпедо» играл под номером 18, именной свитер с этим номером вывешен под сводами Дворца спорта в Нижнем Новгороде.
- В сборной на Кубке Вызова 1979 и Суперсерии 1982/83 выступал под 10 номером, потом за Михаилом Варнаковым прочно закрепился 19 номер.
- В клубной Суперсерии 1979/80 за ЦСКА выступал под 26 номером.

## Достижения
- Чемпион СССР (1978).
- Чемпион мира (1986).
- Второй (1987) и третий (1985) призёр чемпионатов мира.
- Чемпион Европы 1985—1987.
- Участник Кубка Канады 1984.
- Обладатель Кубка Вызова 1979
- Участник матчей Рандеву 1987
- На чемпионатах мира/Европы провёл 20 матчей, забросил 10 шайб.
- В турнирах Кубка Канады провёл 6 матчей, забил 3 гола.
- Член Клуба Всеволода Боброва (261 гол).
- В чемпионатах СССР сыграл 637 матчей, забросил 242 шайбы (в зачет высшей лиги — 566 игр, (219+200) 419 очков).

## Награды
- Заслуженный мастер спорта СССР (1986).

## Статистика выступлений[2]
|                          |                          |                                   | Регулярный сезон | Регулярный сезон | Регулярный сезон | Регулярный сезон | Регулярный сезон |
| Сезон                    | Команда                  | Лига                              | Игр              | Г                | П                | О                | ШТ               |
| ------------------------ | ------------------------ | --------------------------------- | ---------------- | ---------------- | ---------------- | ---------------- | ---------------- |
| 1976/77                  | Торпедо Горький          | Чемпионат СССР                    | 20               | 5                | 5                | 10               | 14               |
| 1977/78                  | Торпедо Горький          | Чемпионат СССР                    | 6                | 5                | 1                | 6                | 8                |
| 1977/78                  | ЦСКА Москва              | Чемпионат СССР                    | 21               | 4                | 7                | 11               | 6                |
| 1978/79                  | Торпедо Горький          | Чемпионат СССР                    | 37               | 19               | 19               | 38               | 20               |
| 1979/80                  | Торпедо Горький          | Чемпионат СССР                    | 40               | 30               | 20               | 50               | 27               |
| 1980/81                  | Торпедо Горький          | Чемпионат СССР                    | 32               | 16               | 10               | 26               | 20               |
| 1980/81                  | Торпедо Горький          | Чемпионат СССР. Переходный турнир | 3                | 2                | 2                | 4                | 0                |
| 1981/82                  | Торпедо Горький          | Чемпионат СССР                    | 47               | 22               | 24               | 46               | 24               |
| 1982/83                  | Торпедо Горький          | Чемпионат СССР                    | 53               | 30               | 23               | 53               | 41               |
| 1983/84                  | Торпедо Горький          | Чемпионат СССР                    | 42               | 11               | 14               | 25               | 12               |
| 1984/85                  | Торпедо Горький          | Чемпионат СССР                    | 37               | 21               | 8                | 29               | 14               |
| 1985/86                  | Торпедо Горький          | Чемпионат СССР                    | 40               | 12               | 9                | 21               | 21               |
| 1986/87                  | Торпедо Горький          | Чемпионат СССР                    | 40               | 14               | 14               | 28               | 18               |
| 1987/88                  | Торпедо Горький          | Чемпионат СССР                    | 26               | 7                | 8                | 15               | 0                |
| 1987/88                  | Торпедо Горький          | Чемпионат СССР. Переходный турнир | 33               | 10               | 16               | 26               | 6                |
| 1988/89                  | Торпедо Горький          | Чемпионат СССР                    | 26               | 3                | 8                | 11               | 8                |
| 1988/89                  | Торпедо Горький          | Чемпионат СССР. Переходный турнир | 36               | 11               | 11               | 22               | 18               |
| 1989/90                  | Торпедо Горький          | Чемпионат СССР                    | 46               | 9                | 16               | 25               | 18               |
| 1990/91                  | Торпедо Горький          | Чемпионат СССР                    | 21               | 5                | 6                | 11               | 6                |
| 1990/91                  | Фельдкирх                | Чемпионат Австрии                 | 21               | 6                | 8                | 14               | 0                |
| 1991/92                  | Торпедо Нижний Новгород  | Чемпионат СНГ                     | 26               | 6                | 8                | 14               | 2                |
| 1991/92                  | ЕФ Фюссен                | Германская Бундеслига 2           | 22               | 22               | 34               | 56               | 12               |
| 1992/93                  | Риссерзее                | Германская Бундеслига 2           | 47               | 24               | 35               | 59               | 8                |
| Всего в Чемпионатах СССР | Всего в Чемпионатах СССР | Всего в Чемпионатах СССР          | 566              | 219              | 200              | 419              |                  |

## Статистика выступлений в Суперсериях[4]
| Сезон   | Команда               | Лига | Игр | Г | П | О  | ШТ |
| ------- | --------------------- | ---- | --- | - | - | -- | -- |
| 1978/79 | Крылья Советов Москва | НХЛ  | 4   | 5 | 5 | 10 | 5  |
| 1979/80 | ЦСКА Москва           | НХЛ  | 5   | 2 | 1 | 3  | 0  |
| 1982/83 | СССР                  | НХЛ  | 4   | 1 | 0 | 1  | 0  |
| 1985/86 | Динамо Москва         | НХЛ  | 4   | 3 | 5 | 8  | 0  |

## Статистика выступлений за сборную
| Год  | Сборная | Турнир         | Место   |    | И | Г | П  | О | Штр |
| ---- | ------- | -------------- | ------- | -- | - | - | -- | - | --- |
| 1979 | СССР    | Кубок Вызова   | Золото  | 3  | 1 | 1 | 2  | 0 |     |
| 1984 | СССР    | Кубок Канады   | Бронза  | 6  | 3 | 1 | 4  | 4 |     |
| 1985 | СССР    | Чемпионат мира | Бронза  | 10 | 6 | 4 | 10 | 0 |     |
| 1986 | СССР    | Чемпионат мира | Золото  | 8  | 4 | 2 | 6  | 4 |     |
| 1987 | СССР    | Чемпионат мира | Серебро | 2  | 0 | 0 | 0  | 0 |     |
| 1987 | СССР    | Рандеву        | —       | 1  | 0 | 1 | 1  | 0 |     |

## Тренерская карьера
- Тренер «Торпедо» (Нижний Новгород) — 1993—1994
- Главный тренер «Торпедо» (Нижний Новгород) — 1994—1996 гг., с апреля 2004 по декабрь 2005
- Тренер «Динамо» (Москва) в 1997—2000 г. 2002—2004
- Главный тренер «Амура» (Хабаровск) — 2001—2002
- Тренер «Ак Барса» (Казань) в 2006—2008.
- С 2009 по 2012 (с перерывами) — главный тренер ХК «Саров».
- С декабря 2009 по апрель 2010 — старший тренер «Торпедо» (Нижний Новгород).
- С июня 2012 по июль 2014 — главный тренер молодёжной сборной России.